# Henryk Bałuch
Henryk Bałuch (ur. 24 maja 1932 we Lwowie, zm. 8 marca 2020) – polski specjalista w zakresie dróg kolejowych, pedagog.

## Życiorys
W 1966 uzyskał doktorat, w 1969 habilitował się na podstawie pracy. W 1973 nadano mu tytuł profesora nadzwyczajnego w zakresie nauk technicznych, a w 1980 otrzymał nominację na profesora zwyczajnego. Był profesorem zwyczajnym w Instytucie Inżynierii Lądowej na Wydziale Inżynierii Lądowej i Geodezji Wojskowej Akademii Technicznej im. Jarosława Dąbrowskiego oraz w Instytucie Kolejnictwa. Od 1987 był członkiem Obywatelskiego Konwentu Konsultacyjnego przy przewodniczącym Rady Narodowej m. st. Warszawy.
Był członkiem dwóch komitetów  Polskiej Akademii Nauk: Komitetu Transportu (zastępca przewodniczącego) i Komitetu Inżynierii Lądowej i Wodnej.
Był autorem wielu monografii, publikacji w czasopismach polskich i zagranicznych. Jego dorobkiem naukowym były również 4 patenty.
Zmarł 8 marca 2020, pochowany na cmentarzu w Aleksandrowie.